# 釣り竿

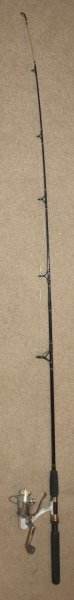
釣竿

釣り竿（つりざお）とは、釣りに用いられる弾力性に富む細長い棒状の道具。大抵の利用されるときは、釣り糸や浮き・釣り針などの部品がついた状態であるが、専用に設計されたものなら付属部品の有無は問われない。

## 概要
竿は一般に手元から先端に向かって少しずつ細くなるように作ってあり、構造・材質・用途などによって分類される。細くなった先端部より釣り糸が伸び、魚が掛かると強い引っ張りを受けるため、柔軟性に加え相応の引っ張り強度を持つのが一般的である。
運搬や収納に便利なように、何本かの竿を継いで使用する継ぎ竿がある。継ぎ竿では複数の部品で構成され、組み立てる。また、これを手軽に伸び縮みさせることができるようにしたのが、振り出し竿である。振り出し竿では中空になった竿の中に細い部品が仕込まれており、これを引っ張り出すことにより組み立あげる。
リールを取り付けることができる釣り竿には、道糸を通すためのガイドが数個付いている。また、ガイドの代わりに釣り竿の内部に道糸を通すことができる中通し竿など様々に工夫された竿が存在するほか、目的に特化した竿も様々に存在する。

### 釣り竿の働き
釣り竿は、まず陸からある程度以上離れた水中に釣り針をぶら下げるために使われる。また、魚は水面に人影があると警戒して近寄ってこず、単に川岸などから鉛直に釣り糸をぶら下げているだけではなかなか釣果があげられないと考えられており、自分から離れた位置に糸を垂らすことで魚を騙すことができると考えられている。
魚が餌に食いついた瞬間や、かかった魚が急に方向転換したりすると、釣り糸に瞬間的に大きな力が加わる。釣り糸は非常に細く作ってあるため、糸が切れてしまう恐れがあるが、弾力性のある釣り竿を使うことで、衝撃を釣り竿の弾力が吸収し、糸の切れを防ぐことができる。この効果を維持するためには、釣り糸と釣り竿が常にある程度以上の角度を持つようにしなくてはならない。これらが直線上に乗る形になると釣り糸を切られる可能性が高まる。
このほか、投げ釣りでは長い竿を使うことで、振ったときの竿先端部の速度を稼ぎ、より遠くへ仕掛けを投擲するためにも利用される。

## 構造

### 本体(ブランクス)
釣り竿は中空構造(チューブラ)の物と無垢構造(ソリッド)の物がある。中空構造の特徴として、竿に張りが出るため振込み(キャスティング)性能や操作性に優れる。また、中が空洞のため一般的に感度面で優れると言われている。一方、無垢の特徴は曲がりやすく折れにくく、中空構造に比べ重いという特性を持つ。そのため、穂先部分に用いられることが多い。また、中空構造に比べ感度面で落ちると言われているが、近年高弾性ソリッド素材により改善されてきている。
また、穂先が細く元が太くなっており、この勾配(テーパー)によって竿の調子が決まってくる。竿を軽く曲げたときに曲がっていない部分と曲がっている部分の比で7:3になるものを先調子(ファストアクション)、6:4になるものを本調子(レギュラーアクション)、5:5になるものを胴調子(スローアクション)と呼ぶ。先調子の竿は当たりが取りやすく胴調子はバラし難い特徴がある。本調子はこれらの中間的な特徴を持ち合わせている。欧米の六角竹竿や初期の頃の単一素材を用いた化学繊維の竿はこの勾配(テーパー)だけで竿の調子が決まっていたので、欧米諸国ではかつては竿の調子をテーパーで表記していたが、現在は複合素材の開発が進んでいるため一見胴調子の細い竿でも先調子の竿が作れるようになり、一概にテーパーのみで竿の調子を判別できなくなったため○○アクションという表記方法になっている。
また、竿本体の表面にはカラーリングや表面保護の目的でコーティングがされており、主にウレタンが使用されるが、表面硬度を上げ軽く丈夫にするためアルミニウムやチタンの皮膜を用いているものもある。和竿などは漆が用いられる。

## 材質

### 本体(ブランクス)

#### 竹
和竿の紀州へら竿や仙台釣竿では、先端部を真竹、中間部を高野竹（こうやちく）、根元を矢竹と竹の特性（弾性や強度）に合わせて使い分けて一本の竿を製作している。庄内竿では、一本の竹そのものを使い延竿（のべざお）として製作する。これらは単純に竹を適当な長さに切って繋ぎ合わせただけではなく、接合部（組み立ての際の差込口）が糸や漆で補強されたりといった工芸品である。現代では実用品としてよりも手作りによる伝統工芸品として認知されている。
欧米で見られる六角バンブーロッドは中国の茶かん竹を裂き張り合わせて六角形にしたものである。基本的には無垢構造であるが、ホロー構造と呼ばれる中をくり抜いて中空にしたものもある。

#### スチール
スチールを用いた釣り竿で引っ張り弾性率は21(ton/mm^2)と標準弾性グラファイトに近い特性があるが、引っ張り強度が40(kg/mm^2)と弱く、非常に重いため現在ではほぼ用いられなくなっている。

#### ガラス繊維
ガラス繊維強化プラスチック（グラスファイバー）を用いた釣り竿で、Eガラス繊維(Electrical Glass(E-Glass))やより引っ張り強度・引っ張り弾性率が高いTガラス繊維、Sガラス繊維の平織クロスや朱子織クロス、UD(一方向)クロスにフェノール樹脂やポリエステル樹脂、エポキシ樹脂を用いたプリプレグを用いて作られる。
竿の重量が重く、低感度であり、竹やグラファイトより反発が弱いため、現在ではあまり使用されなくなった素材ではあるが、竿の自重だけである程度竿が曲がるため軽いものが投げやすく、魚の引きを楽しめながら強い引きも吸収して寄せてこれる柔軟さを持っている。この特徴を活かしたプラグ用のルアー竿やフライフィッシング用の釣り竿に用いられている。
また、ガラス繊維のみで竿を作ると竿が重くなりがちになるため、元部分をグラファイトやボロン、アラミド繊維(ケブラー)やザイロン繊維で補強した物も存在する。さらに、柔らかい特性を生かしてカーボン竿や竹竿の穂先に用いられることもある。
近年は、TガラスやSガラスを用いた軽く強い竿が開発されるようになり、グラファイト竿に近い竿を作ることも可能となった。
、全国釣竿公正取引協議会の規定ではかつてはガラス繊維を主材とすることと決められていたが、2007年9月10日より、ガラス繊維を50%以上使用していることに引き上げられている。

#### 炭素繊維
炭素繊維強化プラスチックを用いた釣り竿でカーボン竿、グラファイト竿などと呼ばれる。現在最も普及している素材の釣り竿である。引っ張り強度・弾性率が高く、カーボンのグレード(弾性率)も豊富にあるので軽く、様々な調子の竿が作れるのが特徴である。
全国釣竿公正取引協議会の規定ではかつては炭素繊維を25%以上使用することと決められていたが、2007年9月10日より、炭素繊維を50%以上使用していることに引き上げられている。
カーボン竿は一般的にUD(一方向)クロスを用いて、調子を担う縦方向、潰れ剛性に周方向(横方向)、捩れや潰れ剛性に角度を付けて巻き上げて作られる。しかし近年ではカーボンテープやヤーン、カーボン織物で補強した物も増えている。
UDクロスの代わりにカーボンテープやヤーンで周方向や斜め方向に補強すると、シートで補強する部分が減少するため、シートが重なり合ってできるスパインを減少することができる。
平織シートや4軸織シートで補強したものは1つのシートに多方向の繊維が混在しているため、使用するカーボンシートの量が減らせ、軽量化することができる。なお、軸数の多さを売りにしようと4軸織りシートにカーボンテープやシートでさらに補強しカタログ表記上の軸数を増やしているメーカーも存在するが、元々4軸織シートを使用しているので4軸と呼んでいるのであって多方向に補強しているから○軸と呼んでいるのではない。通常カーボン竿を作る際に様々な方向にシートを巻きつけて構成するためこの呼び方だととんでもない軸数にもなりえる。
また、カーボン素材の名前は当初はHexcel社のIM6や東レのT400やT800、三菱レイヨンのHR-1000、日本グラファイトファイバーのファインクリスタルカーボンなどプリプレグメーカーの製品名をそのまま使っていたが、現在は各メーカーが独自の名前を付けることが多い。さらに、カーボンのグレード(弾性率)に関しても呼び方がまちまちで、中弾性30(ton/mm^2)カーボンをあるメーカーでは高弾性、他のメーカーでは低弾性と呼んでいる場合などがある。これについて大手メーカーの釣り竿設計担当者は「何トンが低弾性で、何トンからが中弾性、何トン以上が高弾性という表記に関する厳密な規格は存在していない」と語っているが、実際は日本炭素繊維協会で細かく規定されている。また、低弾性ロッド、高弾性ロッドという基準も曖昧であり、全国釣竿公正取引協議会には現在規定が存在しないため主材に24(ton/mm^2)を使い補強材として元部分に40(ton/mm^2)を少し用いただけでも高弾性カーボン竿として発売できるようになっている。

#### その他の繊維等
- ボロン
ボロン繊維をカーボンやグラス竿に織り込んだもので2007年9月10日以前は全国釣竿公正取引協議会にボロンロッドという区分が存在していた。[7](なお当時のボロンロッドの基準は炭素繊維25%以上、ボロン繊維5%以上使用した釣り竿)ボロンは40(ton/mm^2)程度の引張り弾性率を誇り、引っ張り強度、耐圧強度などにも優れ、音速も標準弾性の炭素繊維に比べて優れていたためカーボン竿創成期に普及したが、重く硬い調子になりやすい[13]、簡単に粉々になるため製作が困難である[14]、量産化によるコストダウンができなかった[15]、高弾性カーボンの普及[16]などの理由により、一部の高級磯底物竿や渓流・本流ルアー竿に用いられるのみとなった。

- アラミド繊維
引張り弾性率は標準弾性の炭素繊維の半分程度であるが、伸度が約2～3倍程度あり、引張り強度も約20%強いため[17][18]グラファイトやグラス竿の元部分の補強に使われている。

- ザイロン繊維
引張り弾性率は標準弾性の炭素繊維と同程度であるが引っ張り強度が繊維強化プラスティックの中では最も強く、また、音速もボロン以上に速い特性があるため、グラファイトやグラス竿の元部分の補強に使われている。ザイロン繊維を用いた竿はあまり存在しておらず、一部のルアーメーカーが採用しているのみである。

- チタン

- アモルファス金属

- ファインセラミックス

- アラミカ(アラミドフィルム)

## 用途による分類
釣具メーカーでは、以下の様に分類される。

### 船竿
- 船で沖に出船して行う釣りのため、スペースの限られる船上で取り回しの良い長さ2〜3メートル前後のリール竿が中心で、強さは繊細なキス等の小物用からから頑丈なトローリング竿まで幅広い。またリール竿の汎用品として陸釣りで使用されることも多い。

### 磯、防波堤竿
- 磯（地磯、沖磯）上での釣りを想定される竿。岩礁帯を挟んで魚とのやりとりを行うため、長さは4.7m〜5.3mの長尺の物が中心である。細く柔らかい穂先の物が大半で、主に0号〜2号が繊細な仕掛けを使うフカセ釣り用の竿で、3号以降がカゴ遠投などの大物釣り用となっている。
- 防波堤竿は調子はほぼ磯竿と同等だが、長さが3m前後と短い。

### 海上釣堀・イカダ・カセ竿
- 海上釣堀 - 海上釣堀の対象魚は養殖のブリやマダイ等の引きが強い魚なので、それ相応に堅牢な物が求められる。3.5m程度の3〜5号の磯竿というニュアンスだが、デザイン的にはソルト用のルアー竿に近い物が多い。
- イカダ竿、カセ竿 - 移動の限られる筏上での使用が前提なので、取り回しの良い2m前後の並継竿で、ティップを付け替えることで複数の条件に対応出来るようになっている物が多い。食い込みを優先したグラスティップの物が大半。

### 投げ竿
- 投げ釣りは重量のあるオモリを使って、仕掛けを最大で150〜180m程度の距離を投げる必要があるため、鉛負荷25〜30号前後の負荷に耐えうる堅牢さと、長さが4.05m〜4.5mの長さが求められる。高級な物は並継で、安価帯のものは振出が多い。振出の物は3.6m程度のいわゆる「チョイ投げ」と呼ばれる100m以内の距離で釣るための竿も多い。

### 鮎竿
- 各社の技術の粋を集めた全ての商品の中のフラッグシップと呼べる物が大半。延竿で長さ8m〜10mある上に軽快に振れる軽さと、瀬から尺越える鮎2匹を引き抜く強さが求められる。近年はルアーを使った鮎釣りも流行の兆しがあるが、これ専用の竿はほぼルアー竿と同等である。

### 渓流竿
- いわゆる延べ竿で、渓流に限らずリールを使わない釣りほぼ全てに対応する。長さ3〜10mと範囲も広い。両手で握る事も必要とされるので、特にグリップが付かない。
- テンカラ用 - テンカラはバスと呼ばれる太い道糸を使う毛針釣りなので、基本的に片手で振る事が多く、グリップ付きの物が多い。

### ヘラ鮒、鯉（カープ）竿
- ヘラ竿は七尺から二十尺（210cm〜600cm）の延べ竿で、片手で扱うため竿下に糸巻きでグリップが生成されている物。また、竹製の和竿も好まれる。
- 鯉竿は延べ竿の中でも堅牢な物を指し、竿下に補強の糸をまいてあるものが多い。また、西洋発祥の「カープフィッシング」用の物はリール竿で3m〜4m程度で1mクラスの巨鯉にも対応できる様に堅牢な物が求められる。磯竿4〜5号程度で代用も可能。

### ワカサギ竿
- ワカサギ釣り全般で使われる竿で、長さ1m未満の短い物が多い。近年では専用の電動リールとセットになった物が主流である。

### ルアー竿
- ソルトウォータールアー（ショア）
- ソルトウォータールアー（オフショア）
- エギング
- バス
- トラウト

### フライ竿
- 長さ7〜9フィート（2.1m〜2.7m）程で、独特の重量のあるフライラインを使うので、竿周りでフライラインが暴れない様に独特のスネーク・ガイドが使われている物が大半で、フライロッドは基本的にAFTMA（アフトマ、全米釣具製造組合、American Fishing Tackle Manufacturers Association）によってフライラインやロッドの番手（強さ）は規格が統一されていたので、違うメーカーのロッドでも同じフライラインの番手に合うようになっていた。現在はAFFTA（American Fly Fishing Trade Association）での基準に変わっている。実際のフライラインの番手はフライラインの先端部から30フィート（約9m）までの重さをグレイン（１グレイン≒0.648グラム）という単位で表している。

## 主なメーカー
- 日本
  - 宇崎日新
  - 大阪漁具(OGK、PROX)
  - オリムピック
  - がまかつ
  - 魚心観(Gcraft)
  - 銀水釣竿製作所
  - グローブライド(旧ダイワ精工。釣具ブランド名はダイワを継続。)
  - 櫻井釣漁具
  - サムザック
  - サンテック
  - シマノ
  - 征興産業(征興ロッド)
  - ゼナック(旧笹倉製作所)
  - ゼニス
  - 天龍
  - ブランクス(ロベルソン、G.Branks)
  - メガバス
  - メジャークラフト
  - 山鹿釣具(リップルフィッシャー、ヤマガブランクス)
  - レスターファイン
  - ロッドコム

- アメリカ
  - Fenwick
  - G.loomis
  - North Fork Composites
  - R.L.Winston
  - sage
  - Scott
  - St.croix

### かつて製造していた主なメーカー
- NFT（シマノに合併吸収）
- 竿常釣具(エビスグラスロッド)
- ダイコー(大丸興業)
- マミヤ・オーピー(旧オリムピック釣具)
- UFMウエダ
- リョービ
- コータック